# О покојнику све најлепше
О покојнику све најлепше је југословенска црна сатирична филмска комедија снимљена 1984. године у режији Предрага Антонијевића. Главне улоге тумаче Звонко Лепетић, Радмила Живковић, Бора Тодоровић, Богдан Диклић, Петар Краљ, Павле Вуисић, Драгољуб Милосављевић, Сања Вејновић, Тихомир Арсић и Боро Стјепановић.

## Радња
Богосав (Предраг Милинковић), председник Месног народног одбора села Горњи Јауковац, бива дигнут у ваздух покушавајући да из закопане авионске бомбе, остале из рата, ишчачка барут. Партијска комисија, предвођена Средојем (Петар Краљ), долази у село да изврши увиђај. 
Средоје, услед исквареног сведочења јединог сведока Богосављеве смрти, Цанета (Драгољуб Милисављевић), проглашава да је Богосав свесно и јуначки положио живот ради добробити села и да је „добро прошао”, јер би, да није преминуо, био смењен са позиције председника Месног одбора. На позицију председника уместо Богосава долази Радиша Брзак (Звонко Лепетић), шверцер посвећен Партији и наизглед опседнут прикључењем Горњег Јауковца у рапидну индустријализацију Југославије. Средоје и Радиша развијају план да заједно успоставе диктатуру пролетеријата. 
Радиша и његов верни пратилац Буђони (Богдан Диклић), захтевају од сељана Горњег Јауковца обавезан откуп жита и друге државне дажбине, чиме се народ противи, предвођен свештеником Јорданом (Бора Тодоровић). Обилазећи куће сељака који нису дали довољну количину жита, Радиша, Буђони и Цане наилазе на тајни штек сланине једног од сељака скривен у напуштеном руднику, и оптужују сељака за заверу против партије. Убрзо након тога, оптужују и његовог комшију Илију (Боро Стјепановић) за исти злочин. У међувремену, Танкосава (Радмила Живковић), Богосављева удовица, започиње аферу са Радишом. 
У част Богосављеве „херојске жртве”, основна школа у Горњем Јауковцу добија његово име. Сељаци, поново предвођени попом Јорданом покушавају да подигну устанак против Средоја и Радише, али не успевају. Средоје и Радиша одлучују да поново отворе давно-напуштени и неплодоносни рудник угља, од којег је „Књаз Милош дигао руке”, у име Партије, чему се поп Јордан противи. Јордан се удружује са ратним ветераном Вуком Лукићем (Павле Вуисић) да гласају против рудника. На дан гласања за отварање рудника, Радиша, Буђони и Цане намештају гласове како би изгледало да је цело село једногласно гласало за отварање рудника.  
Након тога, Партија шаље два батинаша да застраше попа Јордана, док Вук одлази и као таоца узима Југослава (Ерол Кадић), инжењерског техничара задуженог за пројектовање будућег рудника. Да би деескалирали ситуацију Средоје и Радиша шаљу Вуку печено прасе, на којем се током јела Вук загрцне и угуши. Током Вукове сахране, поп Јордан и Илија намештају да се планови за рудник покопају са Вуком, али се његов план убрзо открива и рад на руднику се наставља, а Илија бива ухапшен.   
Пред отварање рудника, Радиша, доказујући Средоју своју верност партији грешком усмрћује себе својим пиштољем. Рудник се отвара пред партијским представницима из Београда, али се у њему налази минимална количина угља на велико разочарење Средоја и Буђонија. Ипак, Средоје наставља илузију успеха рудника и за њега бива награђен орденом. Танкосава званично отвара рудник који добија име Радиша Брзак. Док у позадини бруји јек тапшања, Илијин син пушта белу голубицу у небо.  

## Улоге
| Глумац                | Улога          |
| --------------------- | -------------- |
| Звонко Лепетић        | Радиша         |
| Радмила Живковић      | Танкосава      |
| Бора Тодоровић        | Поп Јордан     |
| Богдан Диклић         | Буђони         |
| Петар Краљ            | Средоје        |
| Павле Вуисић          | Вук Лукић      |
| Драгољуб Милосављевић | Цане           |
| Сања Вејновић         | Ружица         |
| Тихомир Арсић         | Тића           |
| Боро Стјепановић      | Илија          |
| Владан Живковић       | Јован          |
| Драгомир Фелба        | Ратимир Спасић |
| Ерол Кадић            | Југослав       |
| Предраг Милинковић    | Богосав        |

## Награде
- Пула: Златна арена за костимографију – Надежда Перовић
- Врњачка Бања: Прва награда за дијалог – Душан Перковић
- Венеција: Награда жирија УНЕСКО

Међународни фестивали: Венеција, Њу Делхи.